# Anna di Anhalt-Bernburg

Stemma della contea di Solms.

Anna Sofia di Anhalt-Bernburg (Bernburg, 13 settembre 1640 – Sonnewalde, 25 aprile 1704) era figlia di Cristiano II di Anhalt-Bernburg, principe di Anhalt-Bernburg dal 1630 al 1656, e di Eleonora Sofia di Schleswig-Holstein-Sonderburg-Plön.

## Matrimonio e discendenza
Venne data in sposa a Giorgio Federico di Solms-Sonnenwalde; il matrimonio, che rappresentava l'unione tra gli Ascanidi dell'Anhalt-Bernburg e i conti di Solms-Sonnenwalde, venne celebrato a Ballenstedt il 20 settembre 1664.
Diede al marito, vedovo nel 1663 di Praxedis di Hohenlohe-Pfedelbach, quattro figli:
- Carlo Gottlieb (1666-1669);
- Enrico Guglielmo (28 aprile 1668-10 settembre 1718);
- Federica Cristiana (1665-1666);
- Sofia Albertina (Sonnewalde, 2 ottobre 1672-Bernburg, 12 giugno 1728).

Suo figlio Enrico Guglielmo, che sposò Giovanna Margherita di Friesen, divenne conte di Solms-Sonnenwalde, Hillmersdorf e Prosmark. Sofia Albertina venne invece data in sposa nel 1692 a Carlo Federico di Anhalt-Bernburg.

## Ascendenza
|                                                      |                                    |                                               | Genitori                                        |  |  | Nonni |  |  | Bisnonni                             |  |  | Trisnonni                                |  |
|                                                      |                                    |                                               |                                                 |  |  |       |  |  | 8. Joachim Ernst, principe di Anhalt |  |  | 16. Johann IV, principe di Anhalt-Zerbst |  |
|                                                      |                                    |                                               |                                                 |  |  |       |  |  | 8. Joachim Ernst, principe di Anhalt |  |  | 16. Johann IV, principe di Anhalt-Zerbst |  |
|                                                      |                                    | 17. Margareta von Brandenburg                 |                                                 |  |  |       |  |  | 8. Joachim Ernst, principe di Anhalt |  |  |                                          |  |
| 4. Christian I, principe di Anhalt-Bernburg          |                                    |                                               |                                                 |  |  |       |  |  | 8. Joachim Ernst, principe di Anhalt |  |  |                                          |  |
|                                                      |                                    | 9. Agnes von Barby-Mühlingen                  | 18. Wolfgang I, conte di Barby-Mühlingen        |  |  |       |  |  |                                      |  |  |                                          |  |
|                                                      |                                    | 9. Agnes von Barby-Mühlingen                  | 18. Wolfgang I, conte di Barby-Mühlingen        |  |  |       |  |  |                                      |  |  |                                          |  |
|                                                      |                                    | 9. Agnes von Barby-Mühlingen                  | 19. Agnes von Mansfeld                          |  |  |       |  |  |                                      |  |  |                                          |  |
| 2. Christian II, principe di Anhalt-Bernburg         |                                    | 9. Agnes von Barby-Mühlingen                  |                                                 |  |  |       |  |  |                                      |  |  |                                          |  |
|                                                      |                                    | 10. Arnold III, conte di Bentheim-Tecklenburg | 20. Eberwin III, conte di Bentheim-Steinfurt    |  |  |       |  |  |                                      |  |  |                                          |  |
|                                                      |                                    | 10. Arnold III, conte di Bentheim-Tecklenburg | 20. Eberwin III, conte di Bentheim-Steinfurt    |  |  |       |  |  |                                      |  |  |                                          |  |
|                                                      |                                    | 10. Arnold III, conte di Bentheim-Tecklenburg | 21. Anna von Tecklenburg-Schwerin               |  |  |       |  |  |                                      |  |  |                                          |  |
| 5. Anna von Bentheim-Tecklenburg                     |                                    | 10. Arnold III, conte di Bentheim-Tecklenburg |                                                 |  |  |       |  |  |                                      |  |  |                                          |  |
|                                                      |                                    | 11. Magdalena von Neuenahr-Alpen              | 22. Gumprecht II, conte di Neuenahr-Alpen       |  |  |       |  |  |                                      |  |  |                                          |  |
|                                                      |                                    | 11. Magdalena von Neuenahr-Alpen              | 22. Gumprecht II, conte di Neuenahr-Alpen       |  |  |       |  |  |                                      |  |  |                                          |  |
|                                                      |                                    | 11. Magdalena von Neuenahr-Alpen              | 23. Amöna von Daun-Falkenstein                  |  |  |       |  |  |                                      |  |  |                                          |  |
| 1. Anna Sophia von Anhalt-Bernburg                   |                                    | 11. Magdalena von Neuenahr-Alpen              |                                                 |  |  |       |  |  |                                      |  |  |                                          |  |
|                                                      | 12. Christian III, re di Danimarca | 24. Frederik I, re di Danimarca               |                                                 |  |  |       |  |  |                                      |  |  |                                          |  |
|                                                      | 12. Christian III, re di Danimarca | 24. Frederik I, re di Danimarca               |                                                 |  |  |       |  |  |                                      |  |  |                                          |  |
|                                                      | 12. Christian III, re di Danimarca | 25. Anna von Brandenburg                      |                                                 |  |  |       |  |  |                                      |  |  |                                          |  |
| 6. Johann, duca di Schleswig-Holstein-Sonderburg     | 12. Christian III, re di Danimarca |                                               |                                                 |  |  |       |  |  |                                      |  |  |                                          |  |
|                                                      |                                    | 13. Dorothea von Sachsen-Lauenburg            | 26. Magnus I, duca di Sassonia-Lauenburg        |  |  |       |  |  |                                      |  |  |                                          |  |
|                                                      |                                    | 13. Dorothea von Sachsen-Lauenburg            | 26. Magnus I, duca di Sassonia-Lauenburg        |  |  |       |  |  |                                      |  |  |                                          |  |
|                                                      |                                    | 13. Dorothea von Sachsen-Lauenburg            | 27. Katharina von Braunschweig-Wolfenbüttel     |  |  |       |  |  |                                      |  |  |                                          |  |
| 3. Eleonore Sophie von Schleswig-Holstein-Sonderburg |                                    | 13. Dorothea von Sachsen-Lauenburg            |                                                 |  |  |       |  |  |                                      |  |  |                                          |  |
|                                                      |                                    | 14. Joachim Ernst, principe di Anhalt (= 8)   | 28. Johann IV, principe di Anhalt-Zerbst (= 16) |  |  |       |  |  |                                      |  |  |                                          |  |
|                                                      |                                    | 14. Joachim Ernst, principe di Anhalt (= 8)   | 28. Johann IV, principe di Anhalt-Zerbst (= 16) |  |  |       |  |  |                                      |  |  |                                          |  |
|                                                      |                                    | 14. Joachim Ernst, principe di Anhalt (= 8)   | 29. Margareta von Brandenburg (= 17)            |  |  |       |  |  |                                      |  |  |                                          |  |
| 7. Agnes Hedwig von Anhalt                           |                                    | 14. Joachim Ernst, principe di Anhalt (= 8)   |                                                 |  |  |       |  |  |                                      |  |  |                                          |  |
|                                                      |                                    | 15. Eleonore von Württemberg                  | 30. Christoph, duca del Württemberg             |  |  |       |  |  |                                      |  |  |                                          |  |
|                                                      |                                    | 15. Eleonore von Württemberg                  | 30. Christoph, duca del Württemberg             |  |  |       |  |  |                                      |  |  |                                          |  |
|                                                      |                                    | 15. Eleonore von Württemberg                  | 31. Anna Maria von Brandenburg-Ansbach          |  |  |       |  |  |                                      |  |  |                                          |  |
|                                                      |                                    | 15. Eleonore von Württemberg                  |                                                 |  |  |       |  |  |                                      |  |  |                                          |  |